# Mercedes-Benz Citaro
Mercedes-Benz Citaro (O 530) je moderni niskopodni autobus njemačkog proizvođača Mercedes-Benz / EvoBus koji je zamijenio seriju O 405. Predstavljen je 1997. godine, a proizvodi se u Mannheimu (Njemačka), Ligny-en-Barroisu (Francuska) i Sámanou (Španjolska). sredinom 2006. godine predstavljen je redizajnirani model, poznatiji kao "Citaro II".
Autobus je opremljen dizelskim motorom ili motorom na prirodni plin snage od 185 do 240 KW, koji zadovoljavaju "Euro IV" i "Euro V" norme.

## Modeli
Gradski autobusi
- standardni, 12 m, dvije osovine
- 10.5 m, dvije osovine (Citaro K)
- 15 m, tri osovine (Citaro L)
- 18 m, tri osovine,zglobni (Citaro G)
- 20 m, četiri osovine, zglobni (Citaro GL "CapaCity")
- 12 m, dvije osovine "Niski ulaz" (Citaro LE)

Prigradski i međugradski autobusi
- 12 m dvije osovine (Citaro Ü)
- 13 m dvije osovine (Citaro MÜ)
- 15 m tri osovine (Citaro LÜ)
- 18 m tri osovine, zglobni (Citaro GÜ)
- 12 m dvije osovine "Niski ulaz" (Citaro LE Ü)
- 13 m twin-axle "Niski ulaz" (Citaro LE MÜ)

## Vanjske poveznice
- EvoBus
- Mercedes-Benz/EvoBus Citaro stranica  Arhivirana inačica izvorne stranice od 31. ožujka 2009. (Wayback Machine)
- Mercedes-Benz/EvoBus Citaro G stranica  Arhivirana inačica izvorne stranice od 3. travnja 2009. (Wayback Machine)